# Molí de na Blanca
El molí de na Blanca, o molí d'en Barretina és un molí de vent fariner que forma part del molinar de Fartàritx, a Manacor. Actualment està aïllat i enrevoltat de solars sense edificar, el que facilita la seva visibilitat. S'ubica en la prollongació del carrer de na Comptessa, 55, però fora d'alineació. És l'únic molí de Fartàritx que presenta capell i antenada.

## Tipologia i elements
El molí de na Blanca és un molí de base quadrada d'una planta d'altura. Els paraments combinen el paredat en verd i els carreus de marès. Una escala que s'adossa a la façana de migjorn permet l'accés a l'envelador. Al costat de migjorn es localitza el portal emmarcat en marès i sobreclau de marès. La façana de la base es clou amb una cornisa motllurada de marès. Davant la façana principal es localitza una cisterna de capelleta. A la façana est s'obre una portassa d'arc rebaixat i dos finestrons mentre que a la façana oest s'obren una finestra i tres finestrons. Al costat de migjorn es localitza el portal emmarcat en marès. És l'únic molí de tot el molinar de Fartàritx que presenta una torre presenta capell i antenada.

## Galeria

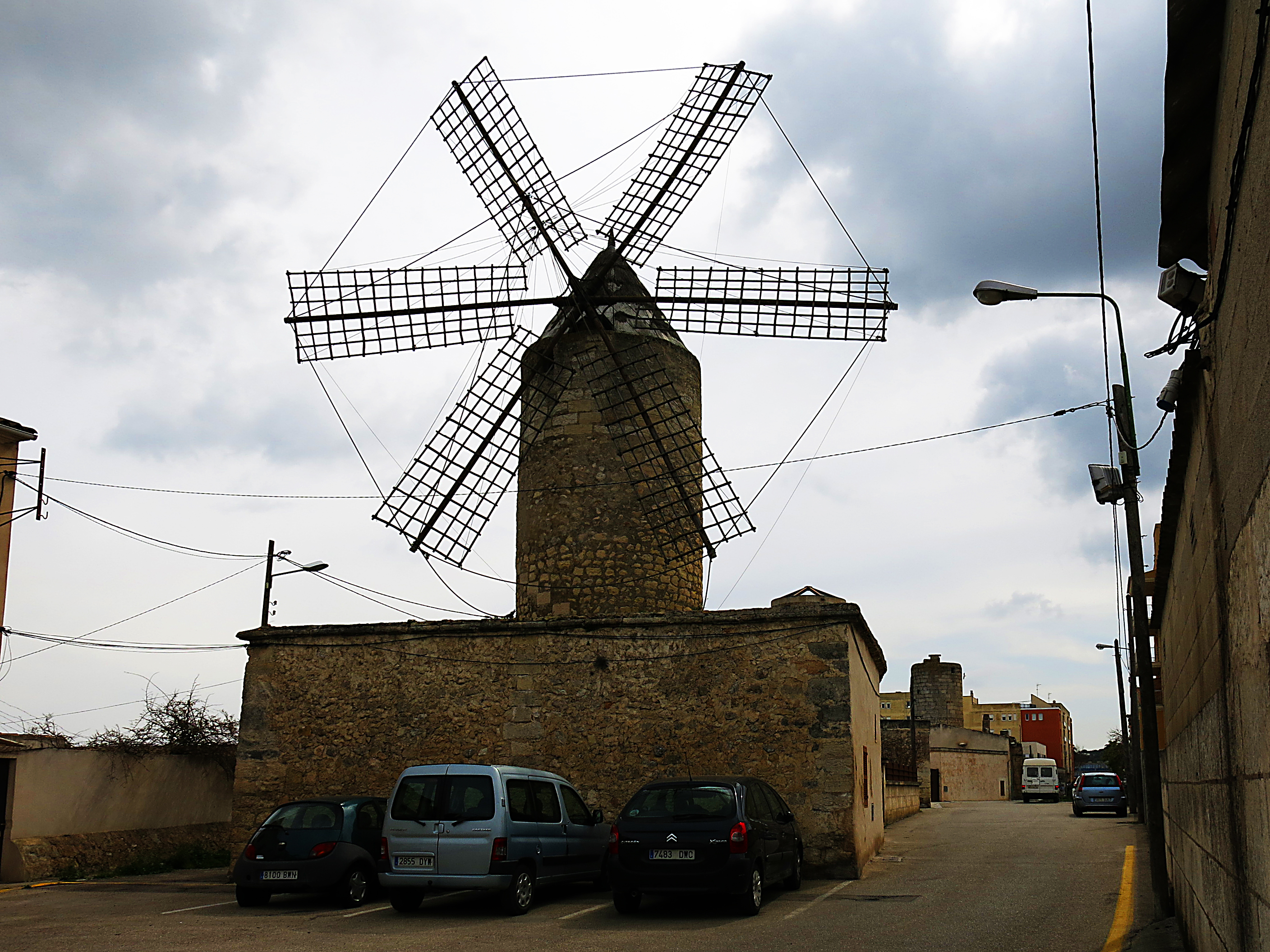
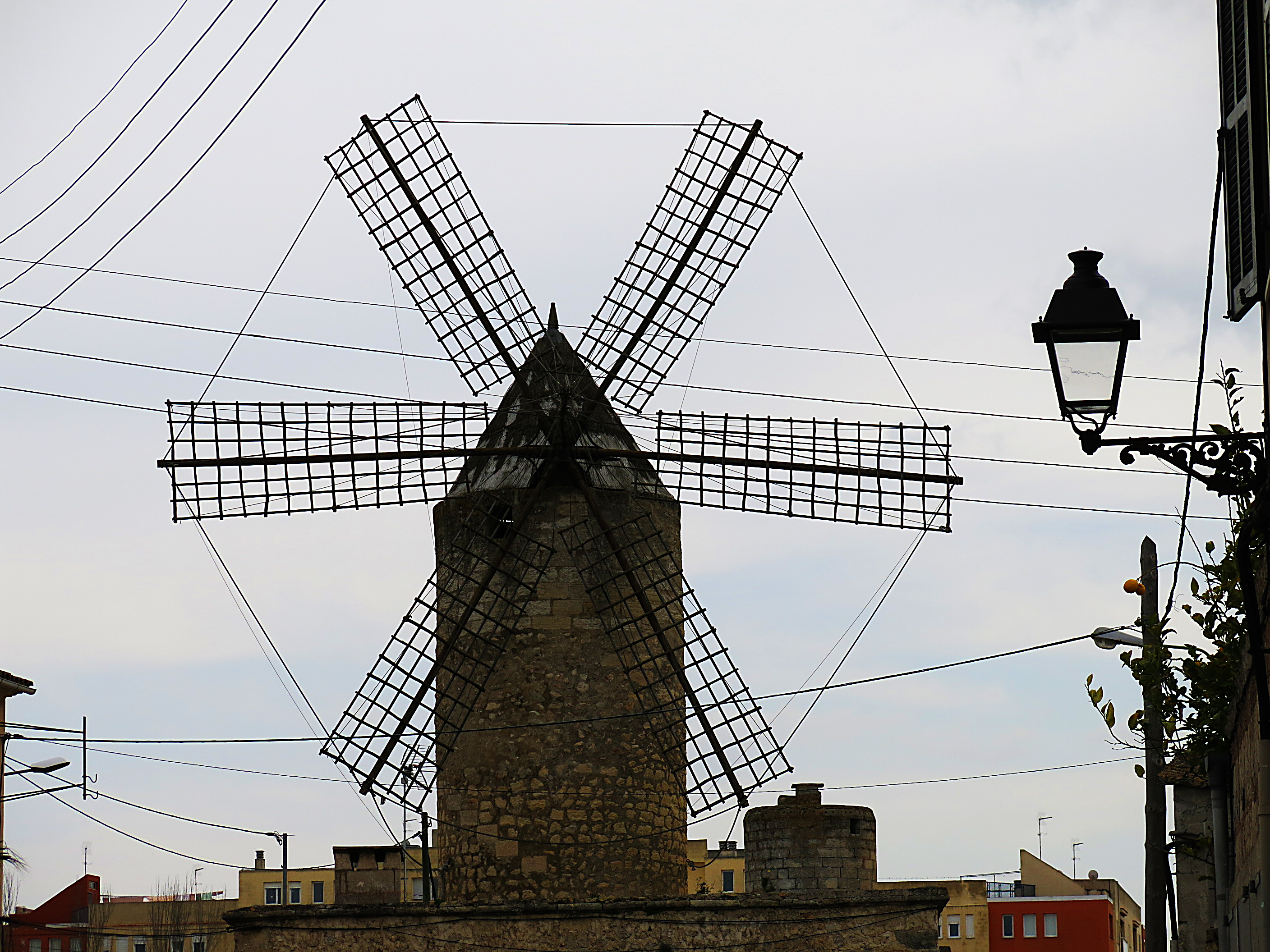
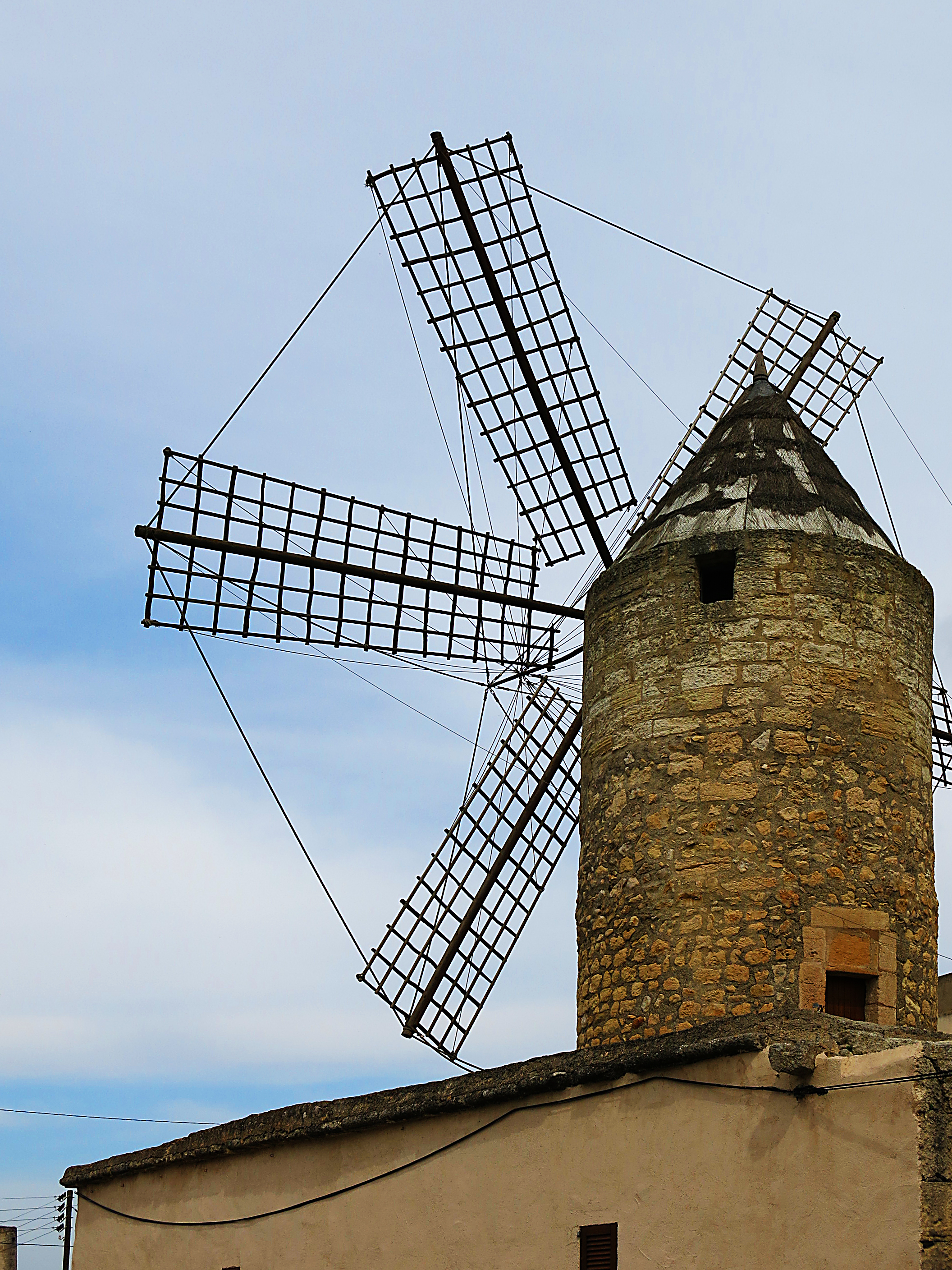